# Final de la Copa de Oro de la Concacaf 1993

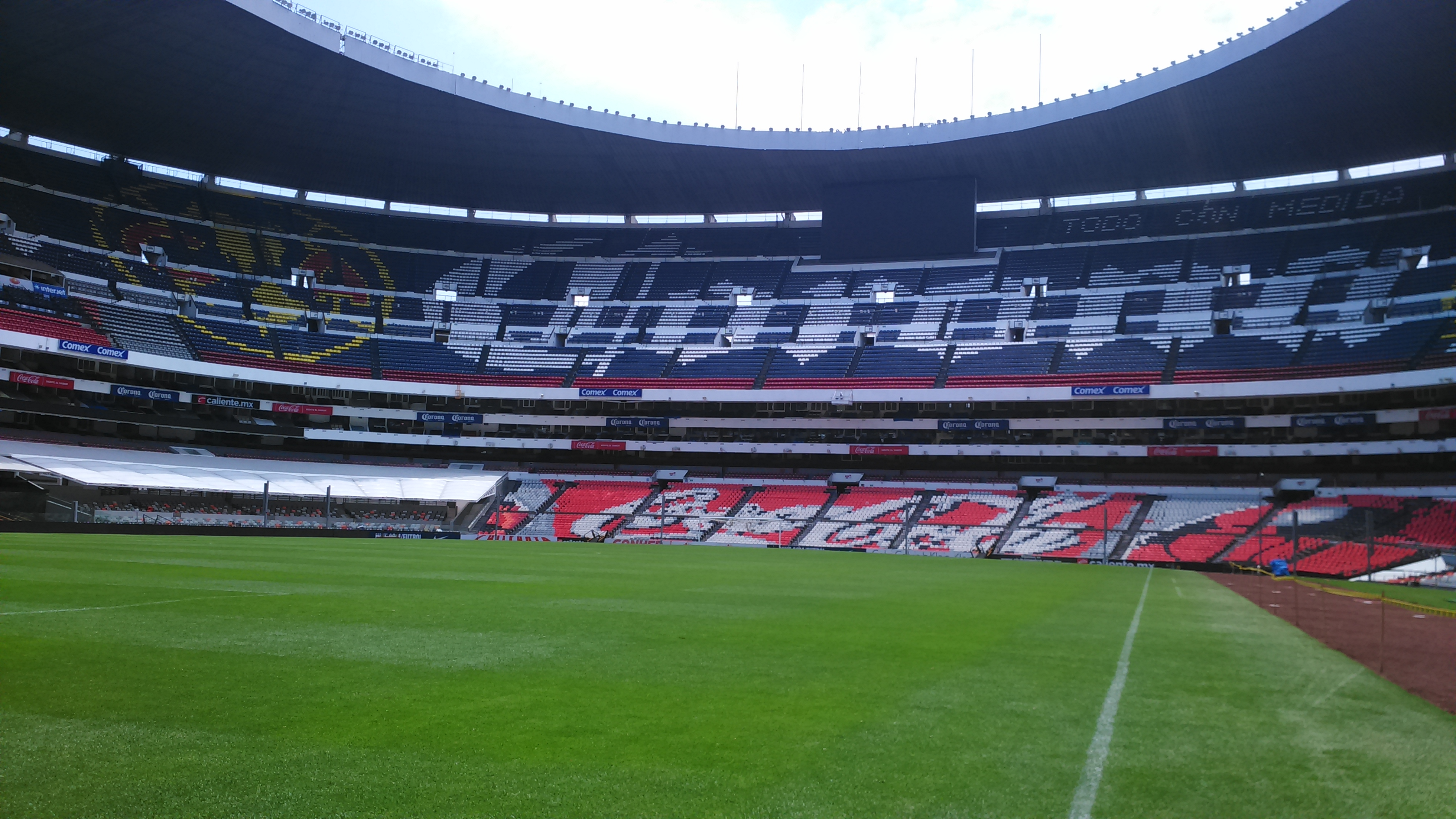
El Estadio Azteca fue la sede de la final del torneo, además de albergar otros ocho encuentros de la competición.

La final de la Copa de Oro de la Concacaf de 1993 se disputó en el Estadio Azteca el 25 de julio de 1993. Los equipos que llegaron al encuentro decisivo fueron la selección de México y la selección de Estados Unidos. Los norteamericanos venían de ganar su primer título de la Concacaf en la versión anterior realizada en 1991. En ese partido vencieron en la definición por penales a la selección de Honduras.

## Enfrentamiento
| Bandera de México | vs. | Bandera de Estados Unidos |
| México 4          | vs. | Estados Unidos 0          |
| ----------------- | --- | ------------------------- |

## Camino a la final
| Equipo     | Pts. | PJ | PG | PE | PP | GF | GC | Dif |
| ---------- | ---- | -- | -- | -- | -- | -- | -- | --- |
| México     | 7    | 3  | 2  | 1  | 0  | 18 | 1  | 17  |
| Costa Rica | 5    | 3  | 1  | 2  | 0  | 5  | 3  | 2   |
| Canadá     | 2    | 3  | 0  | 2  | 1  | 3  | 11 | -8  |
| Martinica  | 1    | 3  | 0  | 1  | 2  | 3  | 14 | -11 |

| Equipo         | Pts. | PJ | PG | PE | PP | GF | GC | Dif |
| -------------- | ---- | -- | -- | -- | -- | -- | -- | --- |
| Estados Unidos | 9    | 3  | 3  | 0  | 0  | 4  | 1  | 3   |
| Jamaica        | 4    | 3  | 1  | 1  | 1  | 4  | 3  | 1   |
| Honduras       | 3    | 3  | 1  | 0  | 2  | 6  | 5  | 1   |
| Panamá         | 1    | 3  | 0  | 1  | 2  | 3  | 8  | -5  |

## Partido
| 1          | Guardameta     | Jorge Campos             |     |
| 2          | Defensa        | Claudio Suárez           |     |
| 3          | Defensa        | Juan Ramírez             |     |
| 4          | Defensa        | Ignacio Ambriz           |     |
| 6          | Defensa        | Juan Hernández           |     |
| 5          | Centrocampista | Ramón Ramírez            |     |
| 19         | Centrocampista | Joaquín del Olmo         |     |
| 20         | Centrocampista | Jorge Rodríguez Esquivel |     |
| 9          | Delantero      | Luis Miguel Salvador     | 76' |
| 10         | Delantero      | Octavio Mora             | 76' |
| 11         | Delantero      | Luis Roberto Alves       |     |
| Entrenador | Entrenador     | Miguel Mejía Barón       |     |

| 1          | Guardameta     | Tony Meola        |     |
| 3          | Defensa        | John Doyle        |     |
| 4          | Defensa        | Cle Kooiman       |     |
| 5          | Defensa        | Thomas Dooley     |     |
| 15         | Defensa        | Desmond Armstrong |     |
| 22         | Defensa        | Alexi Lalas       |     |
| 6          | Centrocampista | John Harkes       |     |
| 13         | Centrocampista | Cobi Jones        | 52' |
| 19         | Centrocampista | Chris Henderson   |     |
| 11         | Delantero      | Eric Wynalda      |     |
| 17         | Delantero      | Roy Wegerle       | 78' |
| Entrenador | Entrenador     | Bora Milutinovic  |     |

| 18 | Centrocampista | Guillermo Cantú      | 76' |
| 17 | Centrocampista | José Antonio Noriega | 76' |

| 8  | Defensa   | Dominic Kinnear | 52' |
| 14 | Delantero | Joe-Max Moore   | 78' |

| Anotado | 12' | Ignacio Ambriz     | 1-0 |
|         | 31' | Desmond Armstrong  | 2-0 |
| Anotado | 71' | Luis Roberto Alves | 3-0 |
| Anotado | 80' | Guillermo Cantú    | 4-0 |

| Árbitro | Robert Sawtell |

| 1          | Guardameta     | Jorge Campos             |     |
| 2          | Defensa        | Claudio Suárez           |     |
| 3          | Defensa        | Juan Ramírez             |     |
| 4          | Defensa        | Ignacio Ambriz           |     |
| 6          | Defensa        | Juan Hernández           |     |
| 5          | Centrocampista | Ramón Ramírez            |     |
| 19         | Centrocampista | Joaquín del Olmo         |     |
| 20         | Centrocampista | Jorge Rodríguez Esquivel |     |
| 9          | Delantero      | Luis Miguel Salvador     | 76' |
| 10         | Delantero      | Octavio Mora             | 76' |
| 11         | Delantero      | Luis Roberto Alves       |     |
| Entrenador | Entrenador     | Miguel Mejía Barón       |     |

| 1          | Guardameta     | Tony Meola        |     |
| 3          | Defensa        | John Doyle        |     |
| 4          | Defensa        | Cle Kooiman       |     |
| 5          | Defensa        | Thomas Dooley     |     |
| 15         | Defensa        | Desmond Armstrong |     |
| 22         | Defensa        | Alexi Lalas       |     |
| 6          | Centrocampista | John Harkes       |     |
| 13         | Centrocampista | Cobi Jones        | 52' |
| 19         | Centrocampista | Chris Henderson   |     |
| 11         | Delantero      | Eric Wynalda      |     |
| 17         | Delantero      | Roy Wegerle       | 78' |
| Entrenador | Entrenador     | Bora Milutinovic  |     |

| 18 | Centrocampista | Guillermo Cantú      | 76' |
| 17 | Centrocampista | José Antonio Noriega | 76' |

| 8  | Defensa   | Dominic Kinnear | 52' |
| 14 | Delantero | Joe-Max Moore   | 78' |

| Anotado | 12' | Ignacio Ambriz     | 1-0 |
|         | 31' | Desmond Armstrong  | 2-0 |
| Anotado | 71' | Luis Roberto Alves | 3-0 |
| Anotado | 80' | Guillermo Cantú    | 4-0 |

| Árbitro | Robert Sawtell |

|                   |
| Bandera de México |
| Campeón México    |
| 4.to título       |